# Boehmantis microtympanum
Boehmantis microtympanum es una especie de anfibios de la familia Mantellidae y única representante del género Boehmantis.

## Distribución geográfica y hábitat
Es endémica de Madagascar. Su rango altitudinal oscila entre 50 y 1000 m s. n. m.. Su hábitat natural incluye bosques bajos y secos, montanos tropicales o subtropicales secos, ríos y zonas previamente boscosas ahora muy degradadas.
Está amenazada por la pérdida de su hábitat natural.